# 恋ノ夢。feat. erica
「恋ノ夢。feat. erica」（こいのゆめ。フィーチャリング エリカ）は、ハジ→が 2017年9月27日にユニバーサルミュージックから発売した10枚目のシングル。

## 概要
- 前作『道。』から約3ヶ月ぶりのシングル。
- 初回限定盤には新曲『恋ノ夢。feat. erica』の楽曲制作メイキング映像と2017年6月から同年7月まで行われたワンマンツアー「WE LOVE YOUR TOWN TOUR→♪♪。2017 第一章〜ふるさと物語〜」のバックステージメイキング映像を収録したDVDが付属される。

## 収録曲

### CD
1. 恋ノ夢。feat. erica
  - 作詞：ハジ→・erica 作曲：ハジ→
2. 宝島。
  - 作詞・作曲：ハジ→
3. for YOU。 (★STAR GUiTAR REMIX)
  - 作詞・作曲：ハジ→

2ndシングル「for YOU。」収録曲のリミックス。
4. 恋ノ夢。(Instrumental)

### DVD
1. 恋ノ夢。feat. erica (楽曲制作メイキングムービ→☆。)
2. WE LOVE YOUR TOWN TOUR→♪♪。2017 第一章〜ふるさと物語〜 バックステージメイキングムービ→☆。